# 모든 성인 대축일
모든 성인 대축일(라틴어: Sollemnitas Omnium Sanctorum), 또는 모든 성인의 날(영어: All Saints' Day)은 로마 가톨릭교회를 비롯하여 기독교에서 천국에 있는 모든 성인들을 기리는 대축일이다.
하느님과 함께 영광을 누리는 성인들의 모범을 본받고자 다짐하는 날이다. 특히 전례력에 축일이 별도로 지정되지 않은 성인들을 더 많이 기억하고 기리는 날이다. 예전에는 제성첨례일 혹은 만성절 (萬聖節)이라고 불렀다. 서방 기독교에서는 11월 1일, 동방 기독교에서는 성령 강림 대축일 이후 첫 번째 일요일에 기념한다.

## 개요
그리스도교 신자의 죽은 자들을 기념하는 날로서 11월 1일이다. 처음 초대교회에서는 순교자들을 그들이 순교한 날에 기념하였고, 후에는 성서 가운데서 사도와 복자(福者)들을 각각 기념하게 되었는데 여기에서 누락되는 사람도 있었으므로 이 날에 모든 신자들을 기념하기로 한 것이다. 기념일에는 기념식과 묘의 참배가 행해진다. 중세로부터 로마 교회에서는 이 날에 성자만을 기념하고 11월 2일을 '제혼일(諸魂日)'로 정하여 일반 신자를 기념하게 되었다.

## 같이 보기
- 1755년 리스본 지진
- 모든 성인의 호칭 기도
- 조상숭배